# Медісон (округ, Джорджія)
Шаблон:StateAbbr_ 34°08′ пн. ш. 83°13′ зх. д. / 34.13° пн. ш. 83.21° зх. д.
Округ Медісон (англ. Madison County) — округ (графство) у штаті Джорджія, США. Ідентифікатор округу 13195.

## Історія
Округ утворений 1811 року.

## Демографія
За даними перепису
2000 року
загальне населення округу становило 25730 осіб, зокрема міського населення було 953, а сільського — 24777.
Серед мешканців округу чоловіків було 12642, а жінок — 13088. В окрузі було 9800 домогосподарств, 7332 родин, які мешкали в 10520 будинках.
Середній розмір родини становив 3,04.
Віковий розподіл населення поданий у таблиці:
| Стать    | До 15 років | 15-21 | 22-29 | 30-39 | 40-49 | 50-65 | 65-85 | Понад 85 |
| -------- | ----------- | ----- | ----- | ----- | ----- | ----- | ----- | -------- |
| Чоловіки | 2906        | 1224  | 1285  | 2014  | 1944  | 2100  | 1092  | 77       |
| Жінки    | 2766        | 1125  | 1320  | 2064  | 1989  | 2166  | 1445  | 213      |

## Суміжні округи
- Франклін - північ
- Гарт - північний схід
- Елберт - схід
- Оглторп - південь
- Кларк - південний захід
- Джексон - захід
- Бенкс - північний захід

## Виноски
1. ↑  U.S. Decennial Census. United States Census Bureau. Архів оригіналу за 19 липня 2018. Процитовано 24 червня 2014.
2. ↑  Historical Census Browser. University of Virginia Library. Архів оригіналу за 11 серпня 2012. Процитовано 24 червня 2014.
3. ↑  Population of Counties by Decennial Census: 1900 to 1990. United States Census Bureau. Архів оригіналу за 2 лютого 2019. Процитовано 24 червня 2014.
4. ↑  Census 2000 PHC-T-4. Ranking Tables for Counties: 1990 and 2000 (PDF). United States Census Bureau. Архів оригіналу (PDF) за 18 грудня 2014. Процитовано 24 червня 2014.
5. ↑  State & County QuickFacts. United States Census Bureau. Архів оригіналу за 4 липня 2011. Процитовано 16 лютого 2014.(англ.) Наведено за англійською вікіпедією.
6. ↑  American FactFinder. Бюро перепису населення США. Архів оригіналу за 26 лютого 2012. Процитовано 31 січня 2008.

| США | Це незавершена стаття з географії США. Ви можете допомогти проєкту, виправивши або дописавши її. |